# Wey Zhuang
Duc Wey Zhuang (chinois: 衛莊公, mort 478 av. J.-C.) était le 30e dirigeant de l'ancien état chinois de Wey. Il a gouverné le duché entre 480 av. J.-C. jusqu'à sa mort en 478 av. J.-C. Son prénom est Kuǎikùi (蒯聵).
Kuaikui était l'aîné du duc Wey Ling. Il a été nommé l'héritier apparent du trône, bien qu'il soit né d'une concubine. Il était en désaccord avec sa mère Di la duchesse Nanzi (南子). Plus tard, il a tenté d'assassiner Nan Zi. L'aide embauchée a raté la tentative, Kuaikui a dû fuir la colère de son père. Il était hébergé par Zhao Jianzi (趙簡子), un puissant ministre de Jin,. Cependant, son fils Zhé est resté à Wey.
En 493 av. J.-C., Zhé succéda au duc Ling et était connu sous le nom de duc Wey Ling. La même année, Kuaikui a tenté de renverser son fils avec l'aide armée de Zhao Jianzi. Le plan n'a pas abouti.
En 480 av. J.-C., Kuaikui a déposé avec succès son fils lors d'un coup d'État et est monté sur le trône. Zilu, l'un des disciples les plus connus et les plus fidèles de Confucius, a été tué dans cet incident. Il a prouvé que Kuaikui était un tyran impopulaire que de nombreux serviteurs ont tenté de le renverser. En 478 av. J.-C., Kuaikui a ordonné de démolir la ville fortifiée de Rongzhou (戎州), qui a été construite par "le Rong de Jishi" (己氏之戎, un peuple semi-pastorale, semi-agricole résidant dans la région du Shandong à Henan). Ses actions ont exaspéré les barbares de Rong; ce qui était pire, il maltraitait les ouvriers. Son ministre Shi Pu (石圃) a incité les ouvriers à se révolter contre lui. Kuaikui s'est échappé en escaladant un mur, mais il s'est cassé la jambe. Il a été tué à Rongzhou par les barbares Rong en colère.

## Dans les medias
Kuaikui est joué par Li Huan dans le film dramatique d'aventure biographique et fantastique Confucius.